# Passalus archidonae
Passalus archidonae is een keversoort uit de familie Passalidae. De wetenschappelijke naam van de soort is voor het eerst geldig gepubliceerd in 1906 door Arrow.